# Moravska
Moravska (latinsko Moravia, češko in slovaško Morava, nemško Mähren)  je zgodovinska pokrajina Češke republike (prej tudi Avstro-Ogrske oz. Avstrijskega cesarstva). Meji na (osrednjo) Češko in Šlezijo ter na sosedji državi Avstrijo na jugu in Slovaško (prej Ogrsko) na vzhodu. Zgodovinsko je bila Moravska del ene prvih slovanskih držav, Velike Moravske. Ime je dobila po reki Moravi, katere ime je predslovanskega izvora s pomenom voda, močvirje.
Ozemeljski obseg Moravske se je skozi stoletja izrazito spreminjal. Po propadu Velike Moravske je Moravska prenehala obstajati kot samostojna država in na njenem ozemlju nikoli več ni prišlo do vzpostavitve neodvisne države pod istim imenom. Leta 1019 ali 1020 jo je po sporu z Boleslavom Hrabrim pridobil češki knez Oldřich ter jo pripojil k državi Přemyslidov. Vse od takrat sta Češka (Bohemija) in Moravska politično povezani, čeprav sta imeli obe deželi v srednjem veku in zgodnjem novem veku razmeroma veliko mero avtonomije. 
Morava je bila od leta 1061 razdeljena na dele, ki so dedno pripadali posameznim članom rodbine Přemyslidov. Na koncu 12. stoletja, v obdobju notranje krize češke vladarske rodbine, je vse moravske dele v enotno Moravsko grofijo združil Konrad II. Otto.
Pravni vidik Moravske kot dela češkega kraljestva ni bil docela jasen še v prvi polovici 14. stoletja. Vsem nejasnostim je naredil konec Karel IV. z listino leta 1348, ki je jasno opredelila Moravsko kot fevd češkega kralja, nikakor pa kot fevd 
Svetega Rimskega cesarstva.
S propadom Avstro-Ogrske je uradno izginila iz zgodovine tudi Moravska grofija, vendar pa je Moravska obstala kot Moravska dežela in kasneje kot sestavni del novoustanovljene Češkoslovaške.
Leta 1928 je bila Moravska združena s češkim delom Šlezije v Moravskošlezijsko pokrajino, ki je obstajala do leta 1948. Od leta 1949 se njeno ozemlje deli na okraje, katerih meje se ne ujemajo z zgodovinskimi mejami. Vse do danes pa prebivalci Češke republike Moravsko dojemajo kot kulturno celoto. V prvi polovici 90. let 20. stoletja je obstajalo precej močno gibanje za obnovo avtonomije Moravske, od parlamentarnih volitev leta 1996 pa na Češkem takšnih teženj praktično ni več. 
Nekdanje glavno in tudi danes največje mesto na Moravskem je Brno, zgodovinska prestolnica in kulturno središče pa Olomuc.  